# 알렉세이 베스투제프류민
알렉세이 페트로비치 베스투제프류민 백작(러시아어: Алексей Петрович Бестужев-Рюмин, Aleksei Petrovich Bestuzhev-Ryumin, 율리우스력 1693년 5월 22일 - 율리우스력 1768년 4월 10일)는 제정 러시아의 정치인, 외교관, 귀족이다. 러시아 여제 옐리자베타 페트로브나의 통치기에 대 재상(제국 재상)을 맡아 옐리자베타 페트로브나 황제의 생전 동안의 외교 정책을 담당했다. 18세기 유럽의 외교관 중 가장 유능하고 성공한 외교관으로 평가받는 사람 중 하나이다.

## 어린 시절
베스투제프는 1693년 5월 22일 모스크바에서 태어났다. 생가는 러시아의 옛 귀족의 혈통을 가지고 있고, 그 기원은 류리크의 노브고로드 정복까지 거슬러 올라간다. 아버지 표트르 일리치 베스투제프류민 백작은 외교관으로 나중에 쿠를란트 공사를 맡았다.
동생 미하일과 함께 코펜하겐과 베를린에서 유학을 했고, 언어와 응용과학 분야에서 재능을 드러냈다.
1712년, 표트르 대제의 명에 의해 보리스 크라킨 공작의 수행원으로 위트레흐트 회의에 참석한다. 이 회의에 참석하여 외교를 현장에 배운 베스투제프는 같은 이유로 1713년 하노버 왕국의 게오르그 루드비히(이후 영국 국왕 조지 1세)를 섬기게 된다. 1714년, 조지 1세가 영국 국왕에 즉위함에 따라 런던으로 이주한다. 페테르부르크의 궁정에서 베스투제프를 정식으로 러시아 공사로의 전권 위임장을 부여했다. 베스투제프는 영국에 4년동안 체류했고, 이 기간 이후 탁월한 외교의 기초를 구축했다.
한편 이 시기 베스투제프는 자신의 미래를 붕괴시킬 수도 있었던 위험한 일에 관여되었다. 표트르 대제와 그의 아들 알렉세이 대공의 불화이다. 베스투제프는 비엔나에 도망자 알렉세이 황태자에 서한을 보냈다. 그 중에서도 ‘미래의 통치자’인 알렉세이에게 충성을 맹세하고 영국으로 건너와 은둔하라고 권했다. 이것은 매우 무분별한 행동이었지만 정작 편지는 알렉세이에 의해 파기되었다. 그러나 이 서한은 오스트리아 공사에 의해 사본이 작성되어 비엔나의 문서 보관소에 보관되었다.
러시아에 귀국한 후, 베스투제프는 쿠를란트 공작 안나 이바노브나의 궁정에서 2년을 일했고, 그 무상의 봉임 때부터 최고의 신하로 칭찬을 받았다.
1721년, 바실리 돌고루코프 공작의 후임으로 주 덴마크 공사로 임명된다. 코펜하겐에서는 대북방 전쟁의 평화조약으로 체결된 〈뉘스타드 조약〉으로 인해 영국과 사이에서 외교전을 전개했다.
1725년, 표트르 대제의 갑작스런 죽음은 베스투제프를 매우 당황하게 했다. 결국 그는 코펜하겐에 10년 이상의 긴 세월에 걸쳐 머물렀다. 1730년에 안나 이바노브나가 제위에 오를 때 여제를 섬겨 추밀고문관이 되었고, 총신 에른스트 폰 비론과 중신 아르테미 볼린스키의 신뢰를 얻었다. 1741년 안나가 승하하고 뒤를 이은 이반 6세가 어렸기 때문에, 비론이 섭정이 되었다. 베스투제프는 계속 비론을 보좌했지만, 비론은 실각했고, 이반 6세의 어머니, 안나 레오폴도브나가 섭정이 되었다.

## 대재상
권력 기반이 무너진 것처럼 보였던 베스투제프였지만, 생각지도 않고 구원의 손길을 내밀어졌다. 표트르 대제의 제2황녀 옐리자베타 페트로브나가 쿠데타를 일으킨 것이다. 1741년 12월 6일, 여제로 등극한 옐리자베타 페트로브나는 베스투제프를 소환하여 부재상으로 임명했다. 이렇게 옐리자베타 페트로브나의 통치기 20년 동안 베스투제프는 러시아의 외교를 담당하게 된다.
베스투제프의 외교 정책은 반 프랑스였다. 러시아-프랑스 양국은 오스만 제국, 스웨덴, 폴란드를 놓고 이해가 상충했다. 또한 프리드리히 대왕이 통치하는 프로이센도 점점 두각을 나타내며 러시아에게 새로운 위협이 되었다. 베스투제프는 영국과 오스트리아에 접근하여 자연스럽게 동맹을 맺었다. 베스투제프는 여기에 작센 공국을 추가해 사국 동맹을 구축하여, 보불 동맹에 대항했다. 그러나 보불 동맹의 접근은 동시에 베스투제프의 권력 기반을 약화시켰다. 옐리자베타 페트로브나가 오스트리아에 개인적인 혐오감을 가졌던 데다 러시아 궁정에는 친 프랑스, 친 프로이센의 세력도 존재하고 있었다. 그들은 베스투제프를 실각시키기 위해 많은 음모를 꾸몄다. 베스투제프는 동생 미하일의 지원을 받아 반대파의 음모를 물리치고 단계적으로 외교 정책을 실행해 나갔다.
1741년 러시아의 황위 계승과 관련된 내분을 틈타, 스웨덴이 카렐리아를 침공한다. 러시아는 20만 명의 대군을 핀란드에 파견하여 스웨덴 군과 대치한다. 1742년 12월 11일 베스투제프는 영국-러시아 공수 동맹을 체결하는 데 성공했다. 러시아는 프랑스의 중재를 거절하고, 스웨덴 군을 격파했다. 1743년에 오보(투르크)에서 열린 강화 회의에서 베스투제프는 핀란드 전역의 할양을 요구했다. 그러나 러시아 내의 친 프랑스파는 홀슈타인 가에 호의를 가지고 있는 옐리자베타 페트로브나 황후에게 달려가 탄원했다. 로마노프 가와 인척 관계에 있는 홀슈타인 - 고토르프 가의 아돌프 프레드리크을 스웨덴 왕 프레드리크 1세의 후계자로 추대했다. 결국 러시아 카렐리야를 획득하는데 그쳐야 했다.
베스투제프는 1743년 3월 프로이센-러시아 공수 동맹 체결을 막지 못했다. 그러나 베스투제프는 한편으로 프로이센이 침략한 슐레지엔을 보장한다는 내용을 동맹 조약에서 제외하는데 성공하여 동맹의 실질적인 중요성을 약화시켰다. 베스투제프는 러시아에게 프로이센이 프랑스보다 더 위험하다고 인식하고 있었다. 그리하여 베스투제프는 러시아 궁정 내에서의 정치 공작을 펼쳐 프리드리히 대왕의 신용을 확실하게 실추시켜 갔다. 그는 〈브레슬라우 조약〉을 체결하여 오스트리아와의 동맹을 맺는 길을 열었다.
홀슈타인 파와 그들을 지원하는 친불파, 친보파에 의한 나탈리야 로푸키나를 둘러싼 음모(로푸키나 음모)는 오스트리아 공사가 유폐된 폐황제 이반 6세의 복위를 계획했다고 옐리자베타 페트로브나에게 의심을 품게 하는데 성공했다. 1743년 프랑스에서 첩보원 라 세타르디가 파견되었다. 라 세타르디는 러시아 궁정의 친불파와 결합하여 일대 세력을 형성했다. 옐리자베타 페트로브나의 황위 계승자가 된 카를 페터 울리히(표트르 일리치 표도로비치 대공, 이후 표트르 3세)가 친불파의 주도로 홀슈타인 – 고토르프 가의 인척인 예카테리나 벨리카야와 약혼을 하자 베스투제프의 처지는 가장 위기에 처했다.
소피아 공녀의 어머니 요안나 엘리자베스(아돌프 프레드릭의 여동생)는 러시아에 대한 접근과 이를 위해 반프로이센의 태도를 견지하는 베스투제프의 실각을 꾀하라는 프리드리히 대왕의 뜻을 받았다. 그러나 요안나 엘리자베스의 음모가 드러나 옐리자베타 페트로브나를 격노케 한다. 1744년 6월 6일, 베스투제프는 옐리자베타 페트로브나 황후에게 라 세타루르디에게 24시간 이내에 러시아에서 국외로 퇴거 명령을 내리게 하는데 성공했다. 그는 7월 14일에 대 재상(제국 재상)에 취임한다. 그해 말에 요안나 엘리자베스도 러시아에서 추방되자 베스투제프의 입지는 확고해 졌다.

## 반 프로이센 연합
실권을 장악한 베스투제프는 대 프로이센 포위망을 구축한다. 이 시점에서 유럽 열강은 프리드리히 대왕에 대한 위험성을 강하게 인식하고 있었다. 1745년부터 베스투제프는 영국, 오스트리아, 덴마크, 오스만 제국과 동맹을 체결한다. 동시에 프랑스를 견제하는 것도 잊지 않고 있었다.
이 시기 옐리자베타 페트로브나의 심복으로 부재상인 미하일 보론초프 백작이 베스투제프의 정치적 적대자로 대두했다. 프리드리히 대왕은 비밀리에 보론초프에게 접근했지만, 1748년 베스투제프는 옐리자베타 페트로브나에게 보론초프가 프로이센에서 자금을 받은 것을 폭로하고 보론초프를 일시적으로 실추시켰다.
1748년, 〈엑스라샤펠 조약〉(아헨 조약)으로 오스트리아 왕위 계승 전쟁은 일단의 해결을 보았다. 1748년 4월에서 10월에 체결된 엑스라샤펠 평화 회담은 베스투제프에게 영광은 시간이었고, 그 권세가 정점에 도달했을 때였다. 그러나 엑스라샤펠 조약은 베스투제프의 인식을 훨씬 능가했고, 유럽의 정치 지형을 바꾸어 놓았다. 프로이센이 프랑스와 결별하고, 영국과 화해를 하는 변화를 가져왔다. 이것은 프랑스와 프로이센의 적대국들과의 사이에 합종연횡의 피할 수 없는 결과를 가져왔다.
베스투제프는 외교에 큰 열정을 가지고 있었고, 정치적으로는 편견이 심한 인물이었다. 이것은 결과적으로 베스투제프가 외교 역학의 변화를 인식하는 데 방해가 되었다. 그의 영국 편애도 이러한 경향을 조장했다. 외교 혁명으로 인해 1756년 1월 16일 영보 동맹이, 1756년 5월 2일 불오 동맹이 성립되었다. 브론초프는 불오 동맹에 러시아가 가입해야 한다고 주장했지만, 베스투제프는 영국과의 양자 동맹을 주장했다. 옐리자베타 페트로브나는 프랑스-오스트리아 양국과의 동맹을 선택했고, 베스투제프의 영향력은 쇠퇴하기 시작했다. 베스투제프는 열세를 만회하려고 중요한 나랏일을 심의를 위해 각료회의 설치를 제안했다. 1756년 3월 제1차 회의에서 프로이센에 맞서 오스트리아, 프랑스, 폴란드에 의한 동맹을 제안했다. 이어 왕세자비 예카테리나 알렉세예프나 대공비와 은밀히 동맹을 맺고 프로이센을 편애하는 표트르 대공을 배제하고, 예카테리나를 옐리자베타 페트로브나 사후에 옹립하려고 계획을 세운다. 베스투제프는 폴란드 귀족인 스타니스와프 2세(나중에 폴란드 왕)를 통해 예카테리나와 긴밀한 관계 유지했다. 이윽고 예카테리나와 베스투제프와의 연락 역할을 하는 지위만으로는 만족하지 못한 스타니스와프 포냐토프스키는 미모를 자랑하는 예카테리나의 접근에 굴복하고, 연인 관계가 되었다. 이들 사이엔 공식적으로는 표트르 대공의 딸이라는 안나 페토로부나 대공녀를 가졌다.
1756년, 7년 전쟁이 발발한다. 반 프로이센 포위망에 러시아도 참여했지만, 정책 결정은 베스투제프가 하지 못했다. 1757년 8월 30일의 그로스예거스도르프 전투에서 아프라크신 원수가 이끄는 러시아 군은 승리를 거두었다. 그러나 아프라크신이 진군을 중지했기 때문에, 이것이 비겁하고, 무능한 것으로 비판을 받았다. 아프라크신은 베스투제프의 친구였고, 그에 대한 공격은 베스투제프에게로 돌아갔다. 예카테리나 알렉세예프나 대공비의 정권 장악 공작과 보론초프 일족의 대두로 인해 옐리자베타 페트로브나는 그를 재상에서 해임했다.

## 말기
재상에서 해임된 베스투제프는 1759년 4월에 고레토보로 추방되었다. 1762년 1월 옐리자베타 페트로브나가 붕어하고, 표트르 3세가 제위에 올랐지만, 1762년 6월 28일의 쿠데타가 일어나 예카테리나 알렉세예프나 황후가 정권을 장악한다. 예카테리나는 베스투제프를 궁정에 복귀시키고, 육군 원수 칭호를 주었다. 그러나 그 이후 궁정에서 주도권을 되찾지 못했고, 1768년 4월 21일 사망했다.